# Carlo Luigi Spegazzini
Carlo Luigi Spegazzini (ur. 20 kwietnia 1858 w Bairo, zm. 1 lipca 1926 w La Placie) – argentyński botanik i mykolog urodzony we Włoszech.

## Życiorys
Urodził się w Bairo we Włoszech. Studiował w Royal School of Conegliano, gdzie specjalizował się w badaniach grzybów pod kierunkiem znanego mykologa Pier Andrea Saccardo. Jego pierwsze publikacje dotyczą pasożytniczych grzybów winogron typowych dla północnych Włoch. W 1879 roku przeniósł się do Ameryki Południowej. Był profesorem na Universidad Nacional de La Plata i na Uniwersytecie w Buenos Aires w Argentynie, kuratorem zielnika Narodowego Departamentu Rolnictwa, pierwszym kierownikiem zielnika Museo de la Plata oraz założycielem arboretum i instytutu mykologii w La Plata. W latach 1881–1882 był uczestnikiem naukowej wyprawy badawczej w Patagonii i Ziemi Ognistej. Podczas wyprawy zajmował się badaniami botanicznymi.
W 1924 r. założył czasopismo Revista Argentina de Botánica, ale przed jego śmiercią opublikowano tylko cztery numery. Spegazzini opublikował około 100 prac naukowych na temat roślin naczyniowych, opisując około 1000 nowych taksonów. W ich naukowych nazwach dodawany jest skrót jego nazwiska Speg.